# Cinetone di Sparta
Cinetone di Sparta (in greco: Kιναίθων) (Sparta, VIII secolo a.C. – ...) è stato un poeta greco antico.

## Biografia
Nato forse agli inizi dell'VIII sec. a.C. e considerato uno degli autori del Ciclo epico, Cinetone è in effetti una figura semi-leggendaria. Eusebio di Cesarea afferma che il poeta era attivo nel 764-763 a.C.

## Opere
A Cinetone fonti diverse attribuiscono, a seconda dei casi, i poemi Edipodia, Piccola Iliade oppure Telegonia. 
Un piccolo cenno allo stile di Cinetone di Sparta è presente nell'opera Sugli oracoli della Pizia (De Pythiae oraculis) di Plutarco, dove si afferma che il poeta "aggiunse agli oracoli uno stile pomposo e drammatico non necessario".